# Leptonetela strinatii
Leptonetela strinatii is een spinnensoort in de taxonomische indeling van de Leptonetidae.
Het dier behoort tot het geslacht Leptonetela. De wetenschappelijke naam van de soort werd voor het eerst geldig gepubliceerd in 1976 door P. M. Brignoli.